# Браун, Уилсон (адмирал)
Уилсон Браун-младший (англ. Wilson Brown, Jr.; 27 апреля 1882 — 2 января 1957) — вице-адмирал ВМФ США, советник президентов США.
Родился в Филадельфии, в 1902 году закончил Военно-морскую академию. В годы Первой мировой войны служил в Лондоне в штате адмирала Уильяма Симса, командовал эсминцем «Паркер».
В 1921 году прошёл повышение квалификации в Военно-морском штабном колледже, после чего получил звание коммандера и стал служить на линкоре «Колорадо». Был советником по военно-морским вопросам при президентах Кулидже и Гувере, В 1929 году стал командиром базы подводных лодок «Нью-Лондон» в Гротоне, а в 1932 году был произведён в кэптены и стал командовать линкором «Калифорния». В 1934 году стал начальником штаба Военно-морского штабного колледжа. В 1936 году был произведён в контр-адмиралы и назначен командующим тренировочной эскадры разведывательных сил Атлантического флота. 1 февраля 1938 года был назначен суперинтендантом Военно-морской академии. 1 февраля 1941 года стал исполнять обязанности командующего разведывательных сил Тихоокеанского флота во временном звании вице-адмирала.
После японского нападения на Пирл-Харбор Уилсон Браун был поставлен во главе 11-го ударного соединения, сформированного вокруг авианосца «Лексингтон». Это соединение сыграло ключевую роль в авианосных рейдах ВМФ США на ранних этапах войны, включая рейд на Рабаул в феврале 1942 года, и удар авианосной авиации по Саламауа и Лаэ, нанесённый через горный хребет Оуэн-Стенли на Новой Гвинее 10 марта 1942 года. Однако ухудшение здоровья пожилого вице-адмирала привело к тому, что он был отозван в Пирл-Харбор и 10 апреля 1942 года поставлен во главе десантных сил Тихоокеанского флота. 15 июля 1942 года он был поставлен во главе 1-го военно-морского района.
9 февраля 1943 года Уилсон Браун был назначен советником по военно-морским делам при президенте Рузвельте. Хотя 1 декабря 1944 года Браун формально ушёл в отставку в звании вице-адмирала, тем не менее он до конца войны продолжал исполнять обязанности советника при Рузвельте, а после его смерти — при его преемнике Трумэне. Впоследствии Уилсон Браун написал книгу воспоминаний «Four Presidents as I Saw Them».